# Plateau Rockefeller
Pour les articles homonymes, voir Rockefeller.
Le plateau Rockefeller est un plateau de la terre Marie Byrd, en Antarctique occidental, situé à l'est de la côte de Shirase et de la côte de Siple, et au sud des chaînes de Ford (en), de la chaîne de Flood (en) et de la chaîne du Comité Exécutif. La majeure partie de ses terrains s'étendent à une altitude comprise entre 1 000 et 1 500 m. Il a été baptisé en l'honneur de John Davison Rockefeller Junior, sponsor des expéditions de Richard Byrd.